# Алтун-Ханым
Алтун Ханым (каз. Алтын Ханым, род. ок. 1567 — неизвестно) — дочь казахского хана Шигая и Байым-бегим Ханым.

## Биография
Шигай-хан оставил большое потомство. Самые подробные сведения о генеалогии Шигай-хана приводятся у Кадыргали Жалаири. Он пишет, что у Шигай-хана было много жен, но из них наиболее известных было три — это Баим-бигим Ханым, Яхшим-бигим Ханым, родом из Джагата, и Дадым Ханым, дочь Бурундук хана. От первой из них у Шигая было трое детей: Сейдкул султан, Ондан-султан и дочь Алтун Ханым.

## В плену
Как сказано в русских летописях, воевода Данило Чулков пригласил трех вождей Сибирского ханства — князя Сейдака, советника Карачу и султана Казахского ханства Ораз-Мухаммеда за стол переговоров. Но никаких переговоров не было. Вскоре все трое были связаны. После чрезвычайного происшествия в Тобольской крепости в плен была взята вся семья Ораз-Мухаммеда. В исторических документах перечислены все члены семьи Ораз-Мухаммеда, живыми попавшие в плен: его бабушка Яхшим-бигим Ханым, мать Алтун Ханым, сестра отца Алтун Ханым, дочери старшего брата отца Сеиткул султана Бакты Ханым и Кун Ханым, то есть пять женщин во главе с байбиче Шигай хана Яхшим-бигим Ханым. Высокородных пленников отправили в Москву. В Центральном архиве российских Древних актов сохранилось самое последнее письмо Ораз-Мухаммед султана на родину, перечень его посланий родным и близким. Аллах всемогущ, пишет Ораз-Мухаммед. Склоняю голову перед Тауекель бахадур ханом, великим из великих, мудрейшим, отважным, высокородным правителем нашим, храни в сердце своем преданный образ родного тебе Ораз-Мухаммед султана, пишет он. Шлет привет от находившихся рядом бабушки Яхшим-бигим Ханым, матери Алтун Ханым, тети Алтун Ханым, сестер Бахты Ханым и Кун Ханым. От своего имени в качестве подарка Ораз-Мухаммед выслал Тауекель хану расшитый золотом парчовый халат, дяде Есим султану — вышитые золотым позументом сапоги, младшему брату Кошек султану — лук со стрелами, другим родственникам также различные подарки. Сохранился и перечень подарков, отправленных родственникам бабушкой и матерью Ораз-Мухаммеда. В отношении подарков большую щедрость проявило и русское правительство. Царь Федор от своего имени выслал Тауекель хану пять кольчуг, самым влиятельным султанам Казахского ханства Есиму и Кошеку — по кольчуге, дорогие ткани и другие подарки. По обычаю тех времен русские цари дарили самым почетным правителям других стран ловчих птиц, но царь Федор как бы приносит свои извинения перед Тауекель ханом, пишет, что из-за зимнего времени не удалось преподнести сокола, но, даст бог, в будущем этот пробел восполнится.